# イーストウィックの魔女たち
『イーストウィックの魔女たち』（イーストウィックのまじょたち、原題: The Witches of Eastwick）は、1987年に製作されたアメリカ合衆国のホラーコメディ映画。119分、カラー。
日本では有楽町マリオン新館7階にオープンした映画館「丸の内ルーブル」のこけら落とし作品として上映された。

## ストーリー
アレクサンドラ・メドフォード（アレックス）、ジェーン・スポフォード、そしてスーキー・リッジモントは、ロードアイランド州の美しい町イーストウィックに住む、不満を抱えた3人の女性である。彫刻家のアレックスは1人の子供を持つシングルマザーで、離婚したばかりの音楽教師のジェーンは子供が出来ず、スーキーは6人の子を持つ「イーストウィック・ワード」紙のコラムニストである。3人は何れも夫を失っている（アレックスは死別、ジェーンは離婚、そしてスーキーの夫は出奔してしまった）。自分たちが魔女であることを知らない彼女たちは知らず知らずのうちに魔女団を形成しており、毎週集まっては理想の男性について話し合っている。
謎の男が町のランドマークであるレノックス・マンションを購入する。彼の登場は、スーキーの上司である新聞編集者クライド・アルデンの信心深い妻フェリシア・アルデンを除いた町の皆を魅了する。彼女は彼（名前はすぐに忘れてしまうのだが）に悪意を感じる。
ある夜、ジェーンのリサイタルに彼が現れ、大騒ぎとなり、噂が更に広まる。「D」という人物から花を受け取ったことで、スーキーは彼の名前がダリル・ヴァン・ホーンであることを思い出す。その名前を巡る騒動が群衆に広がる。スーキーの真珠のネックレスが壊れ、ビーズが床中に散らばり、フェリシア (彼女はダリルの名前を馬鹿にした) が階段から落ちて足を骨折する。 
翌日、ダリルはアレックスを誘惑する。彼は話すたびに失礼なことを言う。彼女は愕然として彼の誘いを断り、出て行こうとする。彼女がドアを開ける前に、彼は彼女の感情を操り、最終的に彼女が同意するまでそれを続ける。翌朝、ダリルは不安げなジェーンを訪ねる。彼らは座って丁寧に会話を交わし、レノックス・マンションは魔女が処刑された場所に建てられたとジェーンが説明する。その夜遅く、ダリルはジェーンにチェロを自由奔放弾くように勧め、ダリルによるピアノの伴奏に乗って益々速く弾くと、弦から煙が出てチェロに火がつき、ジェーンは情熱的に彼に対して身を投げ出す。
翌週、ダリルは今度はスーキーを目当てに3人を家に招く。彼らの間に嫉妬と競争心が生まれ、彼らはうっかりテニスボールを空中に浮かせてしまう。今や自分たちの魔法の能力に気づいた彼女たちは、ダリルを共有することに同意する。女性たちがダリルの屋敷で過ごす時間が長くなるにつれ、フェリシアは彼女たちの不行状について噂を広め、3人を町ののけ者にしてしまう。魔女たちが自分たちのダリルへの忠誠心を疑い始めると、ダリルは彼女たちが気付かないまま彼女たちにフェリシアに対して呪文をかけさせる。その夜遅く、ダリルは悪魔なのだと夫に対してわめき散らしながら、フェリシアはさくらんぼの種を吐き始める。彼女の手に負えない行動に恐怖したクライドは、火かき棒で彼女を殺してしまう。
フェリシアの死後、3人は自分たちの力を恐れ、状況が安定するまでの間、お互いとダリルを避けることに同意する。見捨てられたことに動揺したダリルは、彼女たちの最悪の恐怖を呼び覚ます。アレックスは自分が蛇に覆われていると思い込み、ジェーンは急速に老いていく。スーキーは激しい痛みに襲われる。ダリルを魔法で追い払うしかないと悟った3人は、和解するふりをして彼と再び会う。そして3人は妊娠していることを知る。
翌朝、3人はダリルに用事を頼み、アレックスは蝋と彼の髪の毛を使って彼のブードゥー人形を作り、ダリルが去ってくれることを期待して人形を傷つける。呪文が効き始めると、まだ町にいるダリルは風に襲われ、耐え難い痛みを感じ始める（それぞれの出来事は魔女たちが人形に対して行ったことに対応する）。彼は風から逃れるために教会の中に隠れるが、そこが信者で一杯なのを発見する。自分に起こったことの原因に気づいたダリルは、魔女たちを罵り、3人まとめて呪った後、フェリシアと同じようにさくらんぼの種を吐き出す。激怒したダリルは、自分を裏切った魔女たちを罰するために急いで家に帰る。ブードゥーの呪いが彼に効いたのか否か分からずにいる魔女たちは普通に振る舞おうとするが、彼が乱れた髪で支離滅裂な態度で復讐をしようと屋敷に戻って来たことに衝撃を受ける。
その後の大騒ぎで人形は粉々に砕け散る。これによりダリルは巨大な怪物に変身し、屋敷を揺さぶり、火をつける。魔女たちは人形を火の中に投げ込むと、ダリルはしわしわの小人に変身して消え去る。
18か月後、女性たちはダリルの屋敷で一緒に暮らしており、それぞれに生まれたばかりの息子がいる。男の子たちが一緒に遊んでいると、ダリルが壁を覆うビデオスクリーンに現れ、「パパにキスしておくれ」と誘う。彼らがキスする前に、女性たちが現れてテレビを消してしまい、ダリルは悔しがる。

## キャスト
| 役名                         | 俳優                     | 日本語吹き替え |
| 役名                         | 俳優                     | TBS版          |
| ---------------------------- | ------------------------ | -------------- |
| デイル（悪魔）               | ジャック・ニコルソン     | 内海賢二       |
| アレキサンドラ（彫刻家）     | シェール                 | 池田昌子       |
| ジェーン（音楽教師）         | スーザン・サランドン     | 高島雅羅       |
| スーキー（ジャーナリスト）   | ミシェル・ファイファー   | 土井美加       |
| クライド（タウン紙の編集長） | リチャード・ジェンキンス | 有本欽隆       |
| フェリシア（クライドの妻）   | ヴェロニカ・カートライト | 沢田敏子       |
| デイルの執事                 | カレル・ストルイケン     |                |

- TBS版吹き替え - 初回放送1990年2月14日『水曜ロードショー』

その他吹き替え - 折笠愛、弘中くみ子、筈見純、秋元千賀子、京田尚子、竹口安芸子、高宮俊介、喜田あゆ美、塚田正昭、大谷育江
現在、いずれのソフトにも日本語吹き替えは収録されていない。

## スタッフ
- 監督：ジョージ・ミラー
- 製作総指揮：ロブ・コーエン、ドン・デヴリン
- 製作：ニール・カントン、ピーター・グーバー、ジョン・ピーターズ
- 原作：ジョン・アップダイク「イーストウィックの魔女たち」（新潮文庫）ISBN 978-4102056073
- 脚本：マイケル・クリストファー
- 撮影：ヴィルモス・スィグモンド
- 特殊メイク：ロブ・ボッティン
- 美術：ポリー・プラット
- 音楽：ジョン・ウィリアムズ
- 編集：リチャード・フランシス・ブルース
- 配給：ワーナー・ブラザース

## ミュージカル版
2000年にロンドンでキャメロン・マッキントッシュによるプロデュースされたミュージカルが上演される。以来、各地で上演され、日本では2003年に東京で初演が幕を開けた。2005年に福岡にて再演、2007年に再び帝国劇場で再々演後、2008年に埼玉、大阪、石川、愛知、長野、神奈川の6都市で巡回公演された。
| 役名                         | 俳優       | 俳優       | 俳優                | 俳優       |
| 役名                         | 2003年     | 2005年     | 2007年              | 2008年     |
| ---------------------------- | ---------- | ---------- | ------------------- | ---------- |
| ダリル・ヴァン・ホーン       | 陣内孝則   | 陣内孝則   | 陣内孝則            | 陣内孝則   |
| アレクサンドラ・スポフォード | 一路真輝   | 一路真輝   | マルシア            | マルシア   |
| ジェーン・スマート           | 涼風真世   | 涼風真世   | 涼風真世            | 涼風真世   |
| スーキー・ルージュモント     | 森公美子   | 森公美子   | 森公美子            | 森公美子   |
| クライド・ガブリエル         | 安原義人   | 安原義人   | 安原義人            | 安原義人   |
| フェリシア・ガブリエル       | 大浦みずき | 大浦みずき | 大浦みずき          | 大浦みずき |
| ジェニファー・ガブリエル     | 笹本玲奈   | 笹本玲奈   | 笹本玲奈            | 黒木マリナ |
| マイケル・スポフォード       | 新納慎也   | 新納慎也   | 中川賢              | 中川賢     |
| フィデル                     | 及川健     | 及川健     | 及川健              | 及川健     |
| 少女                         | 小此木麻里 | 小此木麻里 | 黒木マリナ 皆本麻帆 | 小此木麻里 |

スタッフ
- 演出：山田和也
- 翻訳：丹野郁弓
- 訳詞：竜真知子